# Cuộc nổi dậy Kronstadt
Cuộc nổi dậy Kronstadt (Tiếng Nga: Кронштадтское восстание) là một cuộc nổi dậy do các thủy thủ Xô viết và thường dân thành phố cảng Kronstadt tổ chức chống lại chính phủ Bolshevik. Nằm trên đảo Kotlin ở Vịnh Phần Lan, Kronstadt thời bấy giờ là căn cứ của Hạm đội Baltic, thực hiện nhiệm vụ bảo vệ thành phố Petrograd, thủ đô cũ của Đế quốc Nga. Cuộc nổi dậy kéo dài mười sáu ngày, bắt đầu từ đầu tháng 3 năm 1921 đến ngày 18 tháng 3 năm 1921. Trong mười sáu ngày đó, quân nổi dậy ở pháo đài hải quân Kronstadt, những người mà Trotsky từng miêu tả là "niềm hãnh diện của cuộc cách mạng", đã tổ chức nổi dậy chống lại chính nhà nước mà họ từng giúp củng cố. Cuộc nổi dậy Kronstadt, lãnh đạo bởi Stepan Petrichenko, là cuộc nổi dậy chống chế độ Bolshevik có quy mô lớn cuối cùng trên lãnh thổ Nga trong thời kì Nội chiến Nga.
Thất vọng trước sự hướng đi của chính phủ Bolshevik, những người nổi dậy đã đề xuất một loạt cải cách. Họ yêu cầu giảm bớt quyền lực của đảng Bolshevik; tổ chức bầu các hội đồng Xô viết mới để bao gồm các nhóm vô trị chủ nghĩa và xã hội chủ nghĩa ngoài đảng Bolshevik; tự do kinh tế cho nông dân và công nhân; giải thể các cơ quan chính phủ quan liêu được tạo ra trong cuộc nội chiến; và khôi phục các quyền dân sự cho giai cấp lao động.
Vì tin chắc rằng người dân khắp nước Nga sẽ đồng tình với những đề xuất cải cách của họ, những thủy thủ Kronstadt đã từ chối viện trợ từ những người ủng hộ ngoài nước mà chờ đợi sự ủng hộ của người dân trong nước trong vô vọng. Mặc dù hội đồng sĩ quan ủng hộ chiến lược thiên hướng tấn công hơn, quân nổi dậy vẫn giữ thái độ thụ động và chờ đợi chính phủ thực hiện những bước đầu tiên trong cuộc đàm phán. Trái với kỳ vọng của quân nổi dậy, chính quyền từ chối thỏa hiệp và đưa ra tối hậu thư yêu cầu đầu hàng vô điều kiện vào ngày 5 tháng 3. Khi qua thời hạn, quân Bolshevik tấn công hòn đảo nhiều lần và đàn áp cuộc nổi dậy vào ngày 18 tháng 3. Quân nổi dậy bị thương vong vài nghìn người, một số do tử trận và một số nhiều hơn do chính phủ hành quyết.
Những người ủng hộ quân nổi dậy coi họ là liệt sĩ cách mạng trong khi đó chính quyền coi quân nổi dậy là "tay sai của Entente và phản cách mạng". Phản ứng của chính quyền Bolshevik đối với cuộc nổi dậy gây ra tranh cãi lớn và là nguyên nhân dẫn đến sự vỡ mộng của một số người trước đó ủng hộ chế độ Bolshevik, như Emma Goldman và Alexander Berkman. Cho dù cuộc nổi dậy bị đàn áp và các yêu cầu chính trị của quân nổi dậy không được đáp ứng, nó đã giúp đẩy nhanh việc thực hiện Chính sách kinh tế mới (NEP), thay thế cho chính sách cộng sản thời chiến. Theo Lenin, cuộc khủng hoảng Kronstadt là mối đe dọa nghiêm trọng nhất mà đảng Bolshevik phải đối mặt, "chắc chắn là nguy hiểm hơn cả Denikin, Yudenich và Kolchak cộng lại".